# Acantholimon sorchense
Acantholimon sorchense är en triftväxtart som beskrevs av Karl Heinz Rechinger. Acantholimon sorchense ingår i släktet Acantholimon och familjen triftväxter. Inga underarter finns listade i Catalogue of Life.